# Kendji Girac
Kendji "Girac" Jason Maillié (phát âm tiếng Pháp: [kɛndʒi ʒiʁak dʒɛzɔn maje]; sinh ngày 3 tháng 7, 1996), thường được biết đến với tên một chữ Kendji, là một ca sĩ-người viết bài hát người Pháp. Anh là người chiến thắng mùa ba của cuộc thi âm nhạc The Voice: la plus belle voix trong đội của Mika.